# غاري لوك
غاري فاييه لوك (بالإنجليزية: Gary Faye Locke) هو سياسي ودبلوماسي أمريكي ولد في يوم 21 يناير 1950 في مدينة سياتل في الولايات المتحدة، هو سياسي أمريكي من الحزب الديمقراطي الأمريكي، كان سفير الولايات المتحدة في الصين من 2011 إلى 2014، وخدم كمحافظ واشنطن ال21 من سنة 1997 إلى سنة 2005، وخدم كوزير للتجارة في ولاية باراك أوباما الأولى من سنة 2009 إلى سنة 2011.

## روابط خارجية
- غاري لوك على موقع IMDb (الإنجليزية)
- غاري لوك على موقع مونزينجر (الألمانية)
- غاري لوك على موقع ميوزك برينز (الإنجليزية)
- غاري لوك على موقع إن إن دي بي (الإنجليزية)
- غاري لوك على موقع ديسكوغز (الإنجليزية)